# Самійличі
Самі́йличі — село в Україні, в Шацькій селищній територіальній громаді Ковельського району Волинської області. Населення становить 398 осіб. 
Орган місцевого самоврядування — Шацька селищна громада. 

## Історія
У 1906 році село Шацької волості Володимир-Волинського повіту Волинської губернії. Відстань від повітового міста версти 73, від волості 15. Дворів 61, мешканців 537.
До 30 вересня 2015 року село було центром Самійличівської сільської ради.
12 червня 2020 року, відповідно до розпорядження Кабінету Міністрів України № 708-р «Про визначення адміністративних центрів та затвердження територій територіальних громад Волинської області», увійшло до складу Шацької селищної територіальної громади.
19 липня 2020 року, в результаті адміністративно-територіальної реформи та ліквідації Шацького району, село увійшло до новоутвореного Ковельського району.

## Релігія
У 2007 році в селі освячено православну (УПЦ КП) церкву святого Дмитрія Солунського.

## Населення
Згідно з переписом УРСР 1989 року чисельність наявного населення села становила 378 осіб, з яких 176 чоловіків та 202 жінки.
За переписом населення України 2001 року в селі мешкали 394 особи.

### Мова
Розподіл населення за рідною мовою за даними перепису 2001 року:
| Мова       | Відсоток |
| ---------- | -------- |
| українська | 99,50 %  |
| російська  | 0,50 %   |

## Відомі особистості
В селі народилася:
- Яструбецька Галина Іванівна (* 1959) — українська поетеса, культуролог.